# John Hancock
John Hancock (23. ledna 1737, Braintree, Massachusetts – 8. října 1793 tamtéž) byl americký kupec, státník a politik. Byl sirotek, adoptoval ho jeho strýc, který své děti neměl. Navštěvoval Harvard College se zaměřením na obchod až do svých 17 let. Byl prodavačem u svého strýce a v roce 1760 vyslán na obchodní cestu do Anglie díky své čestnosti a svým schopnostem. Tam byl svědkem korunování krále Jiřího III. V roce 1763 jeho strýc zemřel a on zdědil největší část.
John se poté stal aktivní v politice revoluce a bojoval za vymanění se ze závislosti na Velké Británii. Byl ve společnosti s Adamsovými a s dalšími předními vůdci v republikánském hnutí v New England. Byl zvolen do Bostonského sněmu v roce 1766 a byl účastníkem kongresu o kolkový zákon. V Bostonském přístavu byl celními úředníky zabaven jeho strážní člun s názvem Liberty na základě toho, že pašuje zboží. Mnoho občanů burácelo na celní poště, zapalovali lodě vlády, dělali podfuky na úředníky, aby se dostali do skladu s uloženým zbožím. Brzy poté Hancock podnítil Bostonské pití čaje. Následující rok pronesl veřejný projev připomínající Bostonský Masakr. V roce 1774 byl zvolen do Provinciál Congress of Massachuttes a následně do Kontinentálního kongresu. Po rezignaci Peytona Randolpha v roce 1776 vzal Hancock na sebe funkci prezidenta. Odstoupil do důchodu v roce 1777, ale pokračoval ve své práci ve svém rodném kraji. Poté byl zvolen za guvernéra lodí ve státě, kde sloužil 5 let, ale odmítl. Přesto byl v roce 1787 zvolen znovu a pracoval zde až do své smrti v roce 1793.
Váženost a charakter Johna Hancocka vynášena přáteli. Byl to populista každým coulem, avšak žil jako prostý člověk. Projevil také své pohrdání proti bezdůvodným pravomocem a autoritám.